# Nagoya Dome
Nagoya Dome (jap. ナゴヤドーム Nagoya Dōmu) – stadion położony w dzielnicy Higashi w Nagoi. Głównie rozgrywane są tam mecze baseballa.

## Historia
Nagoya Dome został otwarty w 1997 roku. Stadion posiada 40 500 miejsc siedzących.